# Papilio ptolychus
Papilio ptolychus is een vlinder uit de familie van de pages (Papilionidae). De wetenschappelijke naam van de soort is voor het eerst geldig gepubliceerd door Frederick DuCane Godman & Osbert Salvin in 1888. Deze naam wordt wel beschouwd als een synoniem van Papilio woodfordi.